# Orchester des Staatstheaters am Gärtnerplatz
Das Orchester des Staatstheaters am Gärtnerplatz ist das Sinfonieorchester des Staatstheaters am Gärtnerplatz in München. Neben dem Orchester  der Bayerischen Staatsoper, dem Bayerischen Staatsorchester, ist es das zweite Opernorchester der Stadt München.
Das Repertoire des Orchesters reicht vom Barock bis zur zeitgenössischen Opernliteratur und deckt alle Genres des Musiktheaters ab: Oper, Operette, Tanztheater, Kinderoper, Musical. Der 77 Musiker umfassende Klangkörper, der 2003 in den Rang eines A-Orchesters erhoben wurde, ist zudem regelmäßig in Konzerten sowie in konzertanten Aufführungen zu erleben. Darüber hinaus gestalten die Musiker seit 2000 eine Kammermusikreihe. Gastspiele führten das Orchester ins In- und Ausland.
Das Orchester des Staatstheaters am Gärtnerplatz ist seit seiner Gründung durch die Zusammenarbeit mit namhaften Dirigenten und Musikerpersönlichkeiten geprägt. So dirigierten hier u. a. Komponisten wie Carl Millöcker und Franz Lehár eigene Werke. Chefdirigenten waren u. a. Wolfgang Rennert, Franz Allers, David Stahl und Marco Comin. Seit der Spielzeit 2017/2018 leitet Anthony Bramall das Orchester des Staatstheaters am Gärtnerplatz.